# Helicopha
Helicopha är ett släkte av nattsländor. Helicopha ingår i familjen Helicophidae.
Kladogram enligt Catalogue of Life:
| Helicopha | \| \| Helicopha astia \| \| \| \| \| \| Helicopha delamarei \| \| \| \| \| \| Helicopha hortena \| \| \| \| |
|           | \| \| Helicopha astia \| \| \| \| \| \| Helicopha delamarei \| \| \| \| \| \| Helicopha hortena \| \| \| \| |
|           | Alloecella                                                                                                  |
|           | |
|           | Alloecentrellodes                                                                                           |
|           | |
|           | Austrocentrus                                                                                               |
|           | |
|           | Eosericostoma                                                                                               |
|           | |
|           | Microthremma                                                                                                |
|           | |
|           | Pseudosericostoma                                                                                           |
|           | |
|           | Zelolessica                                                                                                 |
|           | |
|           | Helicopha astia                                                                                             |
|           | |
|           | Helicopha delamarei                                                                                         |
|           | |
|           | Helicopha hortena                                                                                           |
|           | |

|  | Helicopha astia     |
|  |                     |
|  | Helicopha delamarei |
|  |                     |
|  | Helicopha hortena   |
|  |                     |